# Esther Moya Salvador
Esther Moya Salvador   (Vilafranca del Penedès, 31 de juliol de 1984) és una gimnasta catalana, ja retirada, especialista en gimnàstica artística, que va competir entre 1995 i el 2002.
Començà de ben petita al Club Gimnàstica Vilanova de la mà de Blanca Ferret. En el seu palmarès destaquen els campionats d'Espanya de 1995 (aleví), 1997 (infantil) i 1999 (sènior). El 1999 participà en el Campionat del Món de gimnàstica artística de Tianjin. El 2000 guanyà el bronze en salt sobre cavall del Campionat d'Europa, i aquell mateix any disputà els Jocs Olímpic de Sydney, on disputà sis proves del programa de gimnàstica. Fou quarta en el concurs general, terra i salt sobre cavall.
El 2001 va fer la seva darrera participació internacional als Campionats del Món que es van disputar a Gant.